# SABCA S-2
Die SABCA S-2 wurde im Jahr 1926 entwickelt. Es war das erste in Belgien entwickelte und gebaute Verkehrsflugzeug. Es war ein Flugzeug in Ganzmetallbauweise mit dicken Flügeln und einem Leitwerk aus Wellblech, ähnlich der Junkers F 13.
Die Firma SABCA produzierte sonst vor allem Leichtflugzeuge oder in Lizenz.

## Konstruktion
Der Rumpf war in Ganzmetallbauweise mit rechteckigem Querschnitt ausgeführt. Das Cockpit war an den Seiten offen und hatte eine Windschutzscheibe. Der Passagierraum war geschlossen und durch eine Tür im hinteren Bereich zugänglich.
Das Flugzeug ist ein freitragender Hochdecker mit dickem Profil. Die Tragfläche war in Ganzmetallbauweise ausgeführt. Das Leitwerk war in freitragender Normalbauweise in Metall ausgeführt. Das Flugzeug hatte ein starres Fahrwerk mit durchgehender Achse und Hecksporn.

## Technische Daten
| Kenngröße             | Daten                                                                                                |
| --------------------- | --- |
| Besatzung             | 2 |
| Passagiere            | 4 |
| Spannweite            | 14,60 m                                                                                              |
| Länge                 | 9,75 m                                                                                               |
| Flügelfläche          | 39,00 m²                                                                                             |
| Flügelstreckung       | 5,5                                                                                                  |
| Fahrwerkspurweite     | 2,12 m                                                                                               |
| Leermasse             | 1230 kg                                                                                              |
| Zuladung              | 770 kg                                                                                               |
| max. Startmasse       | 2000 kg                                                                                              |
| Triebwerk             | ein wassergekühlter, stehender 6-Zylinder-Reihenmotor von Armstrong-Siddeley mit 245 PS (ca. 180 kW) |
| Höchstgeschwindigkeit | 165 km/h                                                                                             |